# خرموش حشره‌خوار کوه داتا
خرموش حشره‌خوار کوه داتا (نام علمی: Rhynchomys soricoides) نام یک گونه از سرده خرموش‌های حشره‌خوارمانند است.